# マイトマイシンC
マイトマイシンC（Mitomycin C、MMC）とは、抗腫瘍性抗生物質に分類される抗悪性腫瘍剤（抗がん剤）である。世界保健機関 (WHO) の下部組織によるIARC発がん性リスク一覧のグループ2Bに属する。ヒトに対する発癌性の限られた証拠、動物実験での十分な証拠がある。
マイトマイシンは、1955年に北里研究所の秦藤樹らによって発見されたStreptomyces caespitosus の培養濾液から得られた一群の抗腫瘍性抗生物質である。その中から安定性が高く、最も強い抗腫瘍活性を有するマイトマイシンCが協和発酵工業の若木重敏らによって紫色の結晶として分離された。
商品名はマイトマイシン（販売:協和発酵キリン株式会社）。
ハーバード大の岸義人が合成に成功した。

## 効能・効果
- 慢性リンパ性白血病、慢性骨髄性白血病、胃癌、結腸・直腸癌、肺癌、膵癌、肝癌、子宮頸癌、子宮体癌、乳癌、頭頸部腫瘍
  - 2022年10月に効能又は効果、用法及び用量の一部変更申請の承認を受け、静脈内投与以外の投与経路（動脈内、髄腔内、胸腔内、腹腔内、膀胱内）の削除及び膀胱内投与削除に伴う膀胱腫瘍の適応は削除されている[4]。
- 緑内障観血的手術における補助 (マイトマイシン眼科外用液用2mg)

## 副作用
重大な副作用は、溶血性尿毒症症候群、微小血管症性溶血性貧血､腎障害（急性腎不全等）、骨髄抑制（汎血球減少、白血球減少（40.2%）、好中球減少、血小板減少（24.7%）、出血傾向（3.6%）、貧血（3.0%）等）、間質性肺炎、肺線維症、ショック、アナフィラキシー様症状、肝・胆道障害（胆嚢炎、胆管壊死、肝実質障害等）である。
その他添付文書に頻度（再評価時の文献調査）が記載されている副作用は食欲不振（21.8%）、悪心・嘔吐（15.4%）、倦怠感（5.6%）、体重減少（5.5%）である。膀胱注入時には5%以上 に膀胱炎、血尿が発生する。
脱毛症状もみられる（5%未満）。

## 作用機序
マイトマイシンCは、様々な酵素により還元されて複数の活性代謝物となり、DNAへの架橋形成、アルキル化、フリーラジカルによるDNA鎖切断を介してDNAの複製を阻害し、抗腫瘍効果を示すと考えられている:9-12。活性代謝物はN-アルキル化剤であるミトセン誘導体であると思われる。

## がん以外の用途
眼科手術時にマイトマイシンC 0.02%を点眼すると、緑内障濾過術後の瘢痕化や、ラセックまたはレーシック後の霧視を予防できる。また斜視手術での瘢痕化も軽減する。
気道狭窄や食道狭窄の拡張術後、直ちに粘膜にマイトマイシンCを塗布すると、再狭窄を防止し、線維芽細胞および瘢痕組織の生成を低減できる。

## 自主回収と供給停止
2019年10月、協和発酵キリンはマイトマイシン注用2mgおよび10mgについて自主回収すると発表した。
回収理由として原薬の無菌性の確保に影響しうる事実が判明したためとしている。同時に供給も停止しており、再開は2021年を目途としている。
2023年、供給が再開された。

## 参考資料
- “Immunoregulatory Effect of Mesima (R) as an Immunotherapeutic Agent in Stage III Gastric Cancer Patients after Radical Gastrectomy.”. J Korean Cancer Assoc. 29:  383-390. (1997).
- “Phellinus linteus Extract Augments the Immune Response in Mitomycin C-Induced Immunodeficient Mice”. eCAM. 5:  85-90. (2008).